# Peter Mwaniki Aila
Peter Mwaniki Aila (9 giugno 1994) è un mezzofondista keniota.

## Palmarès
| Anno | Manifestazione     | Sede  | Evento  | Risultato | Prestazione | Note |
| ---- | ------------------ | ----- | ------- | --------- | ----------- | ---- |
| 2024 | Giochi Panafricani | Accra | 10000 m | 9º        | 30'07"26    |      |

## Campionati nazionali
2019
- 11º ai campionati kenioti, 5000 m piani - 14'16"86[1]

2023
- 8º ai campionati kenioti di corsa campestre - 29'36"

2024
- 50º ai campionati kenioti di corsa campestre - 30'47"

## Altre competizioni internazionali
2024
- 11º al Prefontaine Classic ( Eugene), 10000 m piani - 27'49"43
- 10º alla Mezza maratona di Copenaghen ( Copenaghen) - 1h00'36"
- 10º alla Mezza maratona di Barcellona ( Barcellona) - 1h00'53"
- Bronzo alla 10K Valencia Ibercaja ( Valencia) - 26'59"